# Bromley-by-Bow (London Underground)

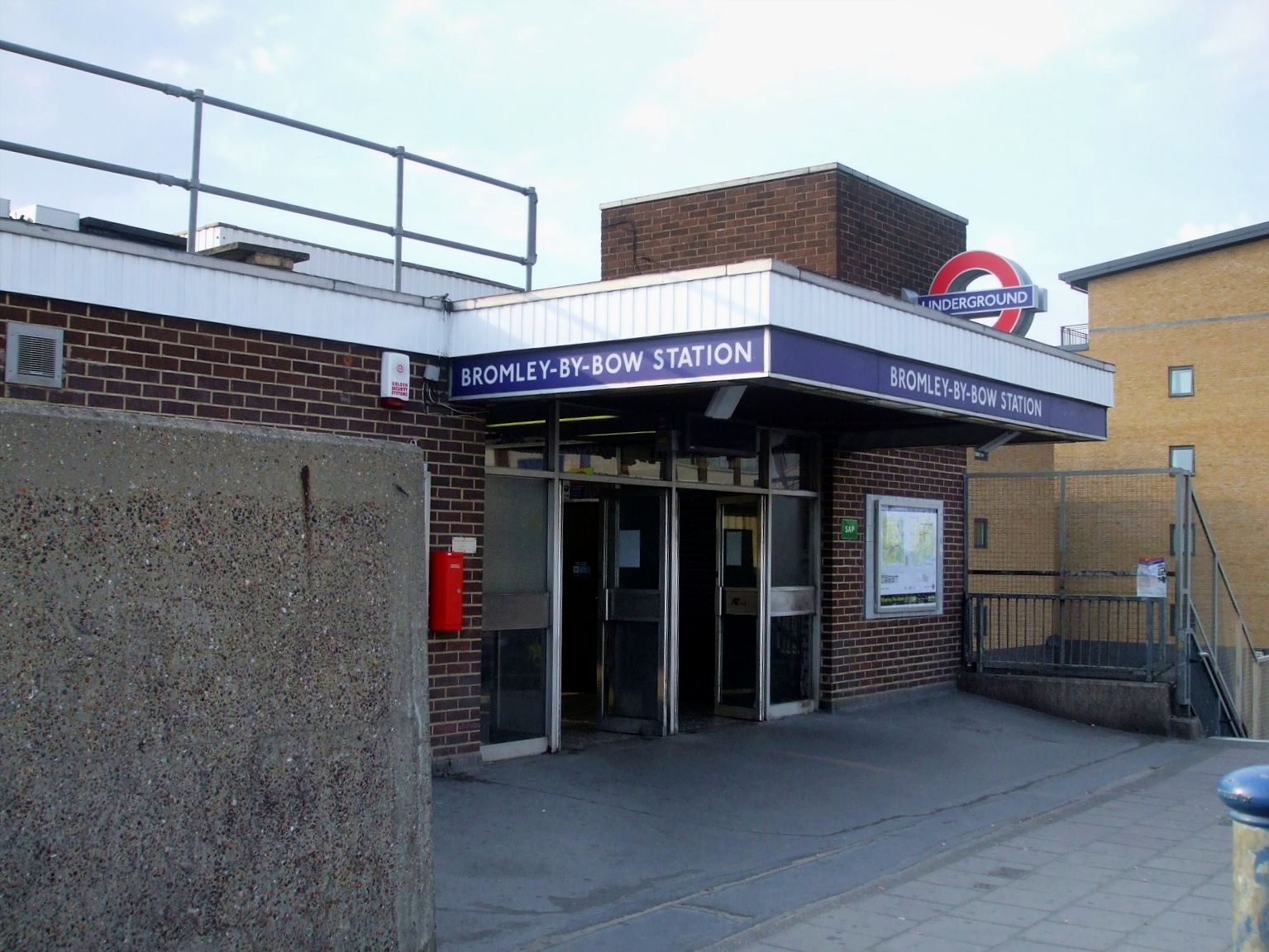
Stationsgebäude

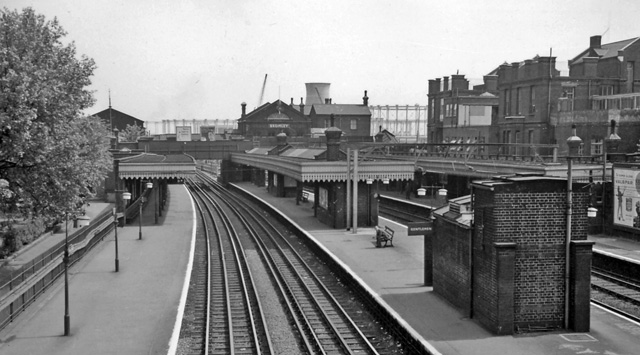
Bahnsteige im Jahr 1961

Bromley-by-Bow ist eine Station der London Underground im Stadtbezirk London Borough of Tower Hamlets. Sie liegt an der Grenze der Travelcard-Tarifzonen 2 und 3. Im Jahr 2014 nutzten 3,41 Millionen Fahrgäste die Station.
Sie besitzt zwei Seitenbahnsteige für Züge der District Line und der Hammersmith & City Line. Letztere verkehren jedoch nicht am frühen Morgen, späten Abend und an Sonntagen. Zwei weitere Bahnsteige liegen an der parallelen Eisenbahnlinie, die in den Südosten von Essex führt, werden jedoch nicht mehr bedient. In der BBC-Seifenoper EastEnders wird Bromley-by-Bow auf dem Liniennetzplan durch die fiktive Station Walford East ersetzt.
Am 31. März 1858 eröffnete die London, Tilbury and Southend Railway (LT&SR) an dieser Stelle den Bahnhof Bow. Der Betrieb der District Line begann am 2. Juni 1902. An diesem Tag wurde die Whitechapel and Bow Railway eröffnet, ein Joint Venture der Metropolitan District Railway (wie die District Line damals hieß) und der LT&SR. Die Metropolitan Line bediente die Station erstmals am 30. März 1936 (die Zweigstrecke in Richtung Barking wurde 1988 an die Hammersmith & City Line übertragen). 1962 hielt der letzte Zug der Eisenbahn. Am 18. Mai 1967 erfolgte die Umbenennung in Bromley-by-Bow, um Verwechslungen mit Bromley im London Borough of Bromley zu vermeiden.